# Tyler Burey
Tyler David Sylvester Burey (Hillingdon, 9 gennaio 2001) è un calciatore inglese, attaccante dello Zrinjski Mostar.

## Carriera
Cresciuto nel settore giovanile dell'AFC Wimbledon, debutta in prima squadra il 6 novembre 2018 in occasione dell'incontro di EFL Trophy vinto per 4-0 contro lo Stevenage.
Il 28 giugno 2019 viene acquistato dal Millwall, che lo aggrega alla propria formazione Under-23. Ha esordito in prima squadra il 22 luglio 2020, disputando l'incontro di Championship vinto per 4-1 contro l'Huddersfield Town. L'8 agosto 2022 ha firmato un contratto a lungo termine con i Lions.
Nel 2025 è andato a giocare nella prima divisione bosniaca all'Igman Konjic.

## Statistiche

### Presenze e reti nei club
Statistiche aggiornate al 22 gennaio 2023.
| Stagione        | Squadra         | Campionato      | Campionato | Campionato | Coppe nazionali | Coppe nazionali | Coppe nazionali | Coppe continentali | Coppe continentali | Coppe continentali | Altre coppe | Altre coppe | Altre coppe | Totale | Totale |
| Stagione        | Squadra         | Comp            | Pres       | Reti       | Comp            | Pres            | Reti            | Comp               | Pres               | Reti               | Comp        | Pres        | Reti        | Pres   | Reti   |
| --------------- | --------------- | --------------- | ---------- | ---------- | --------------- | --------------- | --------------- | ------------------ | ------------------ | ------------------ | ----------- | ----------- | ----------- | ------ | ------ |
| 2018-2019       | AFC Wimbledon   | FL1             | 3          | 0          | FACup+CdL       | 0               | 0               |                    | -                  | -                  | FLT         | 2           | 0           | 5      | 0      |
| 2019-2020       | Millwall        | FLC             | 1          | 0          | FACup+CdL       | -               | -               |                    | -                  | -                  |             | -           | -           | 1      | 0      |
| 2020-2021       | Millwall        | FLC             | 13         | 0          | FACup+CdL       | 2+0             | 0               |                    | -                  | -                  |             | -           | -           | 15     | 0      |
| 2021-gen. 2022  | Hartlepool Utd  | FL2             | 7          | 3          | FACup+CdL       | 0+1             | 0               |                    | -                  | -                  | FLT         | 1           | 0           | 9      | 3      |
| gen.-mag. 2022  | Millwall        | FLC             | 15         | 2          | FACup+CdL       | 1 + -           | 0               |                    | -                  | -                  |             | -           | -           | 16     | 2      |
| 2022-2023       | Millwall        | FLC             | 22         | 1          | FACup+CdL       | 1+1             | 0               |                    | -                  | -                  |             | -           | -           | 24     | 1      |
| Totale Millwall | Totale Millwall | Totale Millwall | 51         | 3          |                 | 5               | 0               |                    | -                  | -                  |             | -           | -           | 56     | 3      |
| Totale carriera | Totale carriera | Totale carriera | 61         | 6          |                 | 6               | 0               |                    | -                  | -                  |             | 3           | 0           | 70     | 6      |